# Шидали
Шидали (баш. Шиҙәле) — деревня в Илишевском районе Республики Башкортостан Российской Федерации. Входит в состав Андреевского сельсовета. Живут башкиры, татары (2002).

## География
Находится на берегу реки Белой.

### Географическое положение
Расстояние до:
- районного центра (Верхнеяркеево): 36 км,
- центра сельсовета (Андреевка): 6 км,
- ближайшей ж/д станции (Буздяк): 143 км.

## История
Основана башкирами Ельдякской волости Казанской даруги на собственных землях, известна с 1751. Занимались земледелием, скотоводством, изготовлением саней.
С начала XX века учитывались 2 населённых пункта: Вотские Шидали и Татарские Шидали.
В 1906 году в Вотских Шидалях зафиксировано 238 человек, были женское и мужское миссионерские училища, 2 ветряные мельницы, молотилка; в Татарских Шидалях — 155 человек.
Обе деревни вновь учитывались как одна после Великой Отечественной.

## Население
| 2002 | 2009 | 2010 |
| ---- | ---- | ---- |
| 69   | ↘57  | ↘48  |

### Национальный состав
До 1762 на условиях припуска здесь поселились тептяри, позднее на тех же условиях — мишари. В 1834 отмечены 42 тептяря и 14 мишарей. По преобладающим национальностям деревня в начале XX века разделилась на два конца: Вотские Шидали и Татарские Шидали. В Вотских Шидалях, помимо удмуртов, жили и русские (всего населения в 1920 году 250 человек при 48 дворах). В Татарских Шидалях в 1920 году все жители были отнесены к тептярям, последние входили во 2-ю тептярскую команду, а мишари - в 4-й мишарский кантон. Мишари составляли 3 двора, владельцами которых были Абдулсалям Абдулменев (сын Абдулгафар, внук Абдулгани), Минлигул Мурсалимов (сыновья - Гирфан, Вильдан, Гильман), Гадельша Биккулов (1834 г.).
Согласно переписи 2002 года, преобладающие национальности — башкиры (70 %), татары (27 %).

### Историческая численность населения
В 1790 учтено 20 человек, в 1865 в 32 дворах проживало 203 человека. В 1906 году в Вотских Шидалях жили 238 человек; в Татарских Шидалях — 155 человек, в 1920—196 человек и 150, в 1939—158 и 102 соответственно. В 1959—279, в 1989—104, в 2002 — 69, в 2010 — 48 человек.

## Инфраструктура
Личное подсобное хозяйство с зоной сельскохозяйственного использования, индивидуальная застройка усадебного типа.
Основа экономики — сельское хозяйство. Деревня входила в состав колхоза «Заря коммунизма».

## Транспорт
Деревня доступна автотранспортом.